# Прийменко, Татьяна Александровна
Татьяна Александровна Прийменко (1930— 1 августа 2015) — советский музыкант, профессор кафедры виолончели и контрабаса Московской консерватории; также художница, член Союза художников России и Международной Федерации художников.

## Биография
Родилась в 1930 году в Москве.
В 1949 году окончила Центральную музыкальную школу, а в 1954 году — Московскую консерваторию по классу виолончели. В 1957 году здесь же окончила аспирантуру. Ученица Галины Семёновны и Ирины Семёновны Козолуповых и М. Л. Ростроповича.
Затем сама стала музыкальным педагогом, на кафедре виолончели и контрабаса Московской консерватории работала с 1958 по 2007 годы (профессор с 1993 года). Её класс окончили свыше 100 студентов из бывших республик СССР и 20 стран мира. Среди учеников — Э. Васюлка, Евгений Иванов, Эльдаp Искендеpов, Александр Лапкин, Сергей Лузанов, Любовь Морозова, М. Наги, Виген Саркисов, Дмитрий Ферштман, Д. Пешич, О. Смирнов, У. Штальбаум и другие музыканты.
Т. А. Прийменко была куратором Научной музыкальной библиотеки им. С. И. Танеева; работала в издательствах «Музыка» и «Советский композитор», являлась членом жюри многих конкурсов виолончелистов. Автор около 280 обработок для виолончели, многих педагогических редакций виолончельной литературы.
Активную сольную концертную деятельность вела с 9-летнего возраста. В аспирантуре играла в Квартете Московской консерватории совместно с О. Каверзневой, В. Карповой, Г. Матросовой (в 1950 г. Квартет первым из советских ансамблей участвовал в Международном конкурсе квартетов на фестивале «Международном музыкальном фестивале „Пражская весна“» и получил I премию).
В 1950—1954 гг. — солистка Московской государственной академической филармонии. В её репертуаре свыше 800 произведений. Осуществила свыше 300 записей на грампластинки и в фонд радио. Многократно гастролировала во всех бывших республиках СССР, а также в Австрии, Чехословакии, Франции, Югославии, Польше, Болгарии, Венгрии, Германии и других странах.
Большое внимание уделяла ансамблевой игре. Среди партнеров: Яков Зак, Георгий Свиридов, Николай Пейко, Николай Раков, Галина Баринова, Марина Яшвили, Александр Корнеев, Евгений Кибкало, Людмила Рощина, Дмитрий Благой, Александр Бахчиев, Надежда Юренева и другие.
В составе известного «Женского трио» (Маргарита Фёдорова — фортепиано, Нелли Школьникова — скрипка, Татьяна Прийменко — виолончель) исполнила многочисленные трио Гайдна, Бетховена, Брамса, Рахманинова, Свиридова, Шостаковича.
Кроме музыкальной деятельности Татьяна Александровна занималась живописью (провела более 100 художественных выставок) и поэтическим творчеством (провела около 100 концертов с чтением собственных стихотворений в концертных залах Москвы).
Сын — Александр Михайлович Ракитин, композитор и пианист
Умерла 1 августа 2015 года в Москве.